# Aston Martin DBR2
La Aston Martin DBR2 è un'autovettura da competizione prodotta dalla casa automobilistica britannica Aston Martin dal 1957 al 1958 in due esemplari.

## Storia

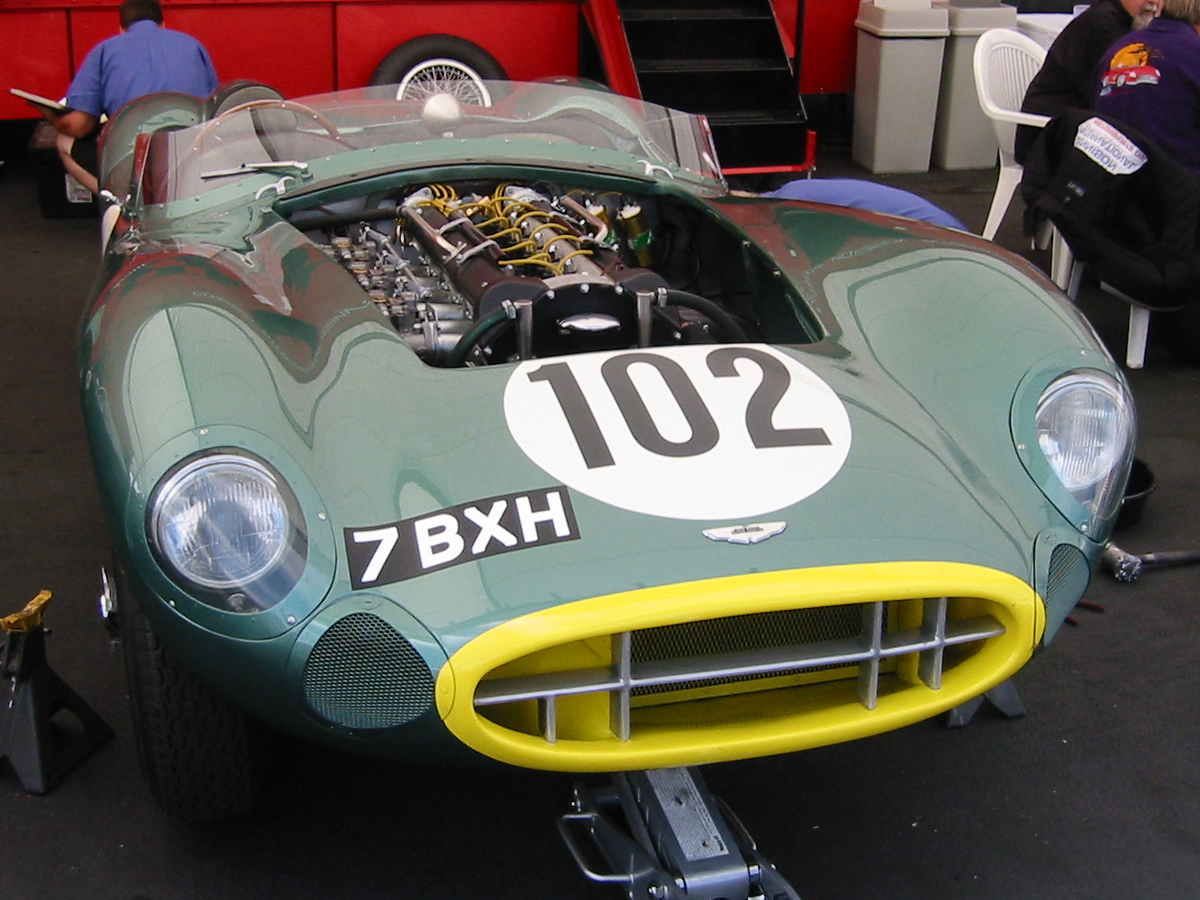
Dettaglio del frontale

Il modello montava un telaio tubolare e separato che fu progettato da Willy Watson. La struttura era simile a quella utilizzata sulla DB3S. Originariamente i prototipi avevano installato un motore V12 da 4,5 L di cilindrata. In seguito, prima del lancio, venne deciso di installare un propulsore identico a quello montato sulla DB4, ovvero un sei cilindri in linea da 3.670 cm³ di cilindrata. Per la stagione 1958, questo propulsore fu ingrandito a 3.910 cm³ e poi, sempre nello stesso anno, a 4.164 cm³. Il motore era montato anteriormente.
Il corpo vettura era in alluminio. Rispetto a quella della DBR1, la carrozzeria della DBR2 era più larga e aerodinamica. Le sospensioni anteriori erano costituite da una barra di torsione e da doppi bracci oscillanti, mentre quelle posteriori erano formate da barre di torsione longitudinali, da un parallelogramma di Watt e da un ponte De Dion. La trazione era posteriore ed il cambio era manuale a cinque rapporti.

## Le competizioni
Il modello debuttò alla 24 Ore di Le Mans del 1957, ma senza successo, dato che si ritirò durante la gara. Nella stessa stagione però vinse il Daily Express Trophy che venne corso sul circuito di Silverstone.
Nel 1958 al campionato del mondo sportprototipi entrarono in vigore nuove norme che limitavano a 3 L la cilindrata massima ammessa. Per tale motivo, la DBR2, che aveva un motore con cubatura superiore, venne impiegata in gare non comprese nel campionato. Nell'anno citato, la DBR2 vinse il Sussex Trophy a Goodwood. A questo punto la DBR2 fu destinata a gare negli Stati Uniti, mentre la DBR1 venne utilizzata nelle corse europee. Per tale motivo, la cilindrata del motore fu aumentata a 4,2 L. Infatti, negli Stati Uniti, erano consentite cubatura superiori. Nel 1959 la DBR2 continuò la carriera sportiva oltreoceano. Nel 1960 il modello fu infine ritirato dalla Aston Martin.